# Свети Димитър (Брежани)
Вижте пояснителната страница за други значения на Свети Димитър.
„Свети Димитър“ е възрожденска църква в горноджумайското село Брежани (Сърбиново), България, част от Неврокопската епархия на Българската православна църква.

## История
Църквата е построена през 1847 година. Стенописи няма. Опожарена е в 1912 от османската и в 1913 година от гръцката армия. По-късно е възстановена.